# Calathea joffilyana
Calathea joffilyana là một loài thực vật có hoa trong họ Marantaceae. Loài này được J.M.A.Braga mô tả khoa học đầu tiên năm 2002.